# Апоеке
Апое́ке (исп. Apoyeque) — вулканический комплекс в Никарагуа, в департаменте Манагуа. Состоит из пирокластического щита, кальдер, куполов, маара. Находится на юго-западной стороне озера Манагуа, на сформированном вулканом полуострове Чильтепе в нескольких километрах к северо-западу от столицы государства — Манагуа. На вершине комплекса находится широкая кальдера диаметром 2,8 км и глубиной 400 м, образовавшая озеро Апоеке (исп. Laguna de Apoyeque). Рядом, на юго-востоке, на месте маара находится ещё одно озеро — Хилоа (Jiloá).
Озеро Апоеке возникло приблизительно 25 000—22 000 лет назад в результате выброса вулканических пород на поверхность, впоследствии образовалась пемза, данный процесс происходил с перерывами ещё около 4 тысяч лет. Другая кальдера, которую заполнила вода, и образовалось озеро Хилоа, возникла около 6500 лет назад. В современный период мощные извержения вулкана происходили около 4 раз, последнее произошло примерно 1000 лет назад. В 2001 и 2007 годах в районе Апоеке наблюдалась незначительная сейсмичность, повышение активности фумарол. Последний раз сейсмическая активность произошла 6 сентября 2012 года, тогда было зафиксировано 17 подземных толчков, ближе к городу Манагуа магнитудой 2,3—3,7 на глубине 2,6—6,8 км, об этом сообщал Никарагуанский институт территориальных исследований.
Недалеко от Апоеке, в районе местечка Акауалинка (Acahualinca) археологи под слоем вулканической пемзы обнаружили древнейшее присутствие человека в Центральной Америке в период 6500—7500 лет тому назад.
Вулкан и полуостров охраняются государством как заповедник.